# Félsico

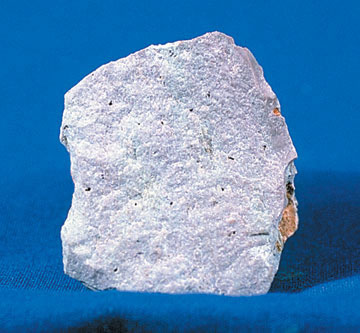
Félsico

El granito es una roca, como tal, félsica. Los minerales claros de su composición son félsicos. La biotita (cristales negros) es máfica.
Se denominan félsicos a los minerales, rocas y magmas ricos en elementos ligeros como el silicio, oxígeno, aluminio, sodio y potasio. La palabra surge de la combinación de feldespato y sílice. Los minerales félsicos son normalmente de color claro y tienen una densidad relativa inferior a 3. Además, están asociados con las rocas tradicionalmente denominadas de carácter ácido, aunque dicha terminología está en desuso.
El término félsico se opone al de máfico, minerales y rocas ricos en hierro y magnesio, oscuros.
La roca félsica más abundante es el granito. Los minerales félsicos más comunes son el cuarzo, la moscovita, la ortoclasa y las plagioclasas ricas en sodio.